# Parastylonuridae
Famille
Genres de rang inférieur
- † Parastylonurus Kjellesvig-Waering, 1966
- † Stylonurella Kjellesvig-Waering, 1966

Les Parastylonuridae sont une famille d'Euryptérides, un groupe éteint d'Arthropodes Chélicérates communément appelés "scorpions de mer". La famille est l'une des deux familles contenues dans la super-famille des Stylonuroidea (avec les Stylonuridae), qui à son tour est l'une des quatre super-familles classées dans le sous-ordre des Stylonurina.

## Description
Les Parastylonurides sont des Stylonuroïdes caractérisés par une différenciation opisthosomale postérieure de second ordre, des appendices II-IV spinifères semblables à ceux du genre Hughmilleria et des appendices V-VI non spinifères semblables à ceux des genres Parastylonurus et Pagea.
Contrairement à leurs proches parents de la famille des Stylonuridae, les Parastylonuridae n'ont pas développé d'adaptations à une alimentation par balayage. Ils conservent des appendices prosomaux II-IV primitifs, de type Hughmilleria, inadaptés à ce mode de vie, et étaient donc probablement des charognards.

## Classification
Les Stylonuridae sont classés dans la super-famille des Stylonuroidea au sein du sous-ordre des Stylonurina. On remarquera que la famille des Parastylonuridae, telle que définie par Lamsdell et al. (2010), est paraphylétique : les auteurs de l'étude l'ont fait sciemment, compte tenu du manque de matériel fossile complet pour les deux genres de la famille, Parastylonurus et Stylonurella.

## Genres
Famille Parastylonuridae Waterston, 1979
- Parastylonurus Kjellesvig-Waering, 1966
- Stylonurella Kjellesvig-Waering, 1966